# (6301) 1989 BR1
(6301) 1989 BR1 là một tiểu hành tinh vành đai chính. Nó được phát hiện bởi Zdeňka Vávrová ở Đài thiên văn Kleť gần České Budějovice, Cộng hòa Séc, ngày 29 tháng 1 năm 1989.